# Генріх Бляйхродт
Генріх Карл Бернгард Рудольф «Аякс» Бляйхродт (нім. Heinrich Carl Bernhard Rudolf „Ajax“ Bleichrodt; 21 жовтня 1899 — 9 січня 1977) — німецький підводник, корветтен-капітан крігсмаріне. Кавалер Лицарського хреста Залізного хреста з дубовим листям.

## Біографія
Пройшов підготовку на навчальному вітрильному кораблі «Горх Фок». Служив на легкому крейсері «Карлсруе», лінійному кораблі «Шлезвіг-Гольштейн» і важкому крейсері «Адмірал Гіппер». У жовтні 1939 року переведений в підводний флот. Після закінчення підводної школи призначений командиром малого тренувального човна U-8, але потім переведений 1-м вахтовим офіцером на човен U-34. У спільному плаванні човен потопив 8 суден водотоннажністю 22 434 брт. З 4 вересня 1940 року — командир U-48, на якому зробив 2 бойових походи (провівши в морі 41 день). 16 грудня 1940 року отримав відпустку, а 22 січня 1941 року призначений командиром підводного човна U-67. Однак цим човном він командував тільки до 4 червня 1941 року і в бойове плавання не виходив. З 5 червня 1941 року — командир U-109, на якому зробив 6 походів (провівши в морі в цілому 364 дні). З 31 січня 1943 року — командир 27-ї флотилії підводних човнів, а в липні 1943 року прийняв командування над 2-ю навчальною підводною дивізією. З липня 1944 року — командир 22-ї флотилії підводних човнів. 9 травня 1945 року взятий у полон. 25 вересня звільнений.
Всього за час війни здійснив 8 походів (разом 405 днів у морі) потопив 25 суден водотоннажністю 152 320 брт і завдав важкі ушкодження ще 2 суднам водотоннажністю 11 684 т.
| Дата            | Назва корабля           | Тип                   | Тоннаж, брт | Вантаж                                                                                    | Екіпаж                                       | Загиблі                                      | Країна             | Конвой                                         |
| --------------- | ----------------------- | --------------------- | ----------- | ----------------------------------------------------------------------------------------- | -------------------------------------------- | -------------------------------------------- | ------------------ | ---------------------------------------------- |
| 15 вересня 1940 | «Данді»                 | Шлюп                  | 1,060       |                                                                                           | ?                                            | 12                                           | Британська імперія | SC 3                                           |
| 15 вересня 1940 | Alexandros              | Торговий пароплав     | 4,343       | 4 500 тонн деревини та паперу                                                             | 30                                           | 5                                            | Греція             | SC 3                                           |
| 15 вересня 1940 | Empire Volunteer        | Торговий пароплав     | 5,319       | 7 700 тонн залізної руди                                                                  | 39                                           | 6                                            | Британська імперія | SC 3                                           |
| 18 вересня 1940 | City of Benares         | Пасажирський пароплав | 11,081      |                                                                                           | 407 (включаючи 191 пасажира, з них 90 дітей) | 260 (включаючи 134 пасажири, з них 77 дітей) | Британська імперія | OB 213                                         |
| 18 вересня 1940 | Marina                  | Торговий пароплав     | 5,088       | 5 700 тонн генеральних вантажів, включаючи вугілля                                        | 39                                           | 2                                            | Британська імперія | OB 213                                         |
| 18 вересня 1940 | Magdalena               | Торговий пароплав     | 3,118       | 4 600 тонн залізної руди                                                                  | 31                                           | 31                                           | Британська імперія | SC 3                                           |
| 21 вересня 1940 | Blairangus              | Торговий пароплав     | 4,409       | 1 825 сажнів деревини                                                                     | 34                                           | 7                                            | Британська імперія | HX 72                                          |
| 21 вересня 1940 | Broompark (пошкоджений) | Торговий пароплав     | 5,136       | Баласт                                                                                    | 49                                           | 4                                            | Британська імперія | HX 72                                          |
| 11 жовтня 1940  | Brandanger              | Торговий теплохід     | 4,624       | 8 000 тонн генеральних вантажів, включаючи пиломатеріали та метали                        | 30                                           | 6                                            | Норвегія           | HX 77                                          |
| 11 жовтня 1940  | Port Gisborne           | Торговий теплохід     | 8,390       | Морожені та генеральні вантажі, включаючи 2 479 тюків вовни та 20 тюків овчини            | 64                                           | 26                                           | Британська імперія | HX 77                                          |
| 12 жовтня 1940  | Davanger                | Паровий танкер        | 7,102       | 10 000 тонн мазуту                                                                        | 30                                           | 18                                           | Норвегія           | HX 77                                          |
| 17 жовтня 1940  | Languedoc               | Тепловий танкер       | 9,512       | 13 700 тонн мазуту                                                                        | 39                                           | 0                                            | Британська імперія | SC 7                                           |
| 17 жовтня 1940  | Scoresby                | Торговий пароплав     | 3,843       | 1 685 сажнів ямного підпору                                                               | 39                                           | 0                                            | Британська імперія | SC 7                                           |
| 18 жовтня 1940  | Sandsend                | Торговий пароплав     | 3,612       | 4 350 тонн антрациту                                                                      | 39                                           | 5                                            | Британська імперія | OB 228                                         |
| 20 жовтня 1940  | Shirak                  | Паровий танкер        | 6,023       | 7 771 тонн продуктів нафтопереробки                                                       | 37                                           | 0                                            | Британська імперія | HX 79                                          |
| 23 січня 1942   | Thirlby                 | Торговий пароплав     | 4,887       | 7 600 тонн кукурудзи                                                                      | 45                                           | 3                                            | Британська імперія | SC 66                                          |
| 1 лютого 1942   | Tacoma Star             | Торговий пароплав     | 7,924       | 5 107 тонн морожених та генеральних вантажів                                              | 97                                           | 97                                           | Британська імперія | [Архівовано 20 жовтня 2020 у Wayback Machine.] |
| 5 лютого 1942   | Montrolite              | Тепловий танкер       | 11,309      | Сира нафта                                                                                | 48                                           | 28                                           | Канада             | [Архівовано 20 жовтня 2020 у Wayback Machine.] |
| 6 лютого 1942   | Halcyon                 | Торговий пароплав     | 3,531       | 1 500 тонн баласту                                                                        | 30                                           | 3                                            | Панама             | [Архівовано 20 жовтня 2020 у Wayback Machine.] |
| 20 квітня 1942  | Harpagon                | Торговий пароплав     | 5,719       | 8 017 тонн генеральних вантажів, включаючи вибухівку, літаки і танки                      | 49                                           | 41                                           | Британська імперія | [Архівовано 20 жовтня 2020 у Wayback Machine.] |
| 1 травня 1942   | La Paz (пошкоджений)    | Торговий теплохід     | 6,548       | Генеральний вантаж, включаючи віскі                                                       | 57                                           | 0                                            | Британська імперія | [Архівовано 20 жовтня 2020 у Wayback Machine.] |
| 3 травня 1942   | Laertes                 | Торговий пароплав     | 5,825       | 5 230 тонн бойового матеріалу, у тому числі 3 літаки, 17 середніх танків та 20 вантажівок | 66                                           | 18                                           | Нідерланди         | [Архівовано 20 жовтня 2020 у Wayback Machine.] |
| 7 серпня 1942   | Arthur W. Sewall        | Паровий танкер        | 6,030       | Баласт                                                                                    | 36                                           | 0                                            | Норвегія           | [Архівовано 20 жовтня 2020 у Wayback Machine.] |
| 11 серпня 1942  | Vimeira                 | Паровий танкер        | 5,728       | 8100 тонн газойлю та мазуту                                                               | 44                                           | 7                                            | Британська імперія | E 6                                            |
| 3 вересня 1942  | Ocean Might             | Торговий пароплав     | 7,173       | 7 000 військових товарів                                                                  | 54                                           | 4                                            | Британська імперія | OS 37                                          |
| 6 вересня 1942  | Tuscan Star             | Торговий теплохід     | 11,449      | 7 840 тонн мороженого м'яса та 5 000 тонн генеральних вантажів                            | 114                                          | 51                                           | Британська імперія | [Архівовано 20 жовтня 2020 у Wayback Machine.] |
| 17 вересня 1942 | Peterton                | Торговий пароплав     | 5,221       | 5 758 тонн вугілля                                                                        | 43                                           | 9                                            | Британська імперія | OG 80                                          |

За іншими даними, потопив 27 (158 923 брт) і пошкодив 3 кораблі (11 594 брт). Першу перемогу здобув 8 вересня 1940 року.

## Звання
- Кандидат в офіцери (26 січня 1933)
- Фенріх-цур-зее (1 квітня 1933)
- Обер-фенріх-цур-зее (1 січня 1935)
- Лейтенант-цур-зее (1 квітня 1935)
- Оберлейтенант-цур-зее (1 січня 1937)
- Капітан-лейтенант (29 вересня 1939)
- Корветтен-капітан (14 жовтня 1943)

## Нагороди
- Медаль «За вислугу років у Вермахті» 4-го класу (4 роки; 1 січня 1938)
- Залізний хрест
  - 2-го класу (25 липня 1940)
  - 1-го класу (25 вересня 1940)
- Тричі відзначений у Вермахтберіхт (21 вересня, 18 і 21 жовтня 1940)
- Нагрудний знак підводника з діамантами
  - знак (24 вересня 1940)
  - діаманти (вересень або жовтень 1942)
- Лицарський хрест Залізного хреста з дубовим листям
  - лицарський хрест (24 жовтня 1940)
  - дубове листя (№ 125; 23 вересня 1942)
- Хрест «За військову доблесть» (Італія) з мечами (1 листопада 1941)
- Хрест Воєнних заслуг 2-го класу з мечами (1 січня 1945)